# Резолюция 257 на Съвета за сигурност на ООН
Резолюция 257 на Съвета за сигурност на ООН е приета единодушно на 11 септември 1968 г. по повод молбата на Швейцария за членство в ООН. С Резолюция 257 Съветът за сигурност препоръчва на Общото събрание на ООН Швейцария да бъде приета за член на Организацията на обединените нации.